# Svogerslev
Svogerslev is een plaats in de Deense regio Seeland, gemeente Roskilde, en telt 4303 inwoners (2007).